# 沅潭河
沅潭河，也作源潭河，上游又称长安河，位于中华人民共和国湖南省临湘市境内，属于黄盖湖水系，发源于临湘市南部横铺乡坪头村的八房冲，蜿蜒向北流，经临湘市区、聂市镇和源潭镇，于彭家咀东北汇入黄盖湖。干流长48公里，流域面积389平方公里。